# Jacques Fath

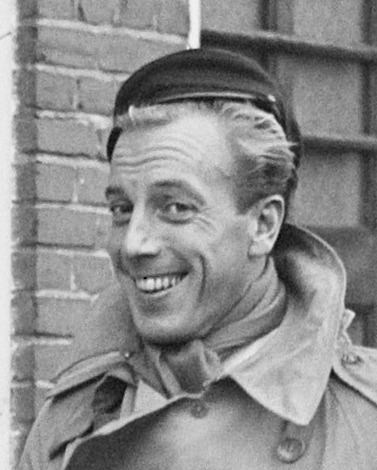
Jacques Fath en 1950.

Jacques Fath con su mujer en 1950.

Jacques Fath (6 de septiembre de 1912, Maisons-Laffitte, Francia – 13 de noviembre de 1954, París, Francia) fue un diseñador de moda francés que fue considerado una de las tres influencias dominantes en la alta costura de la posguerra, siendo los otros Christian Dior y Pierre  Balmain. El dramaturgo Georges Fath era su bisabuelo.

## Carrera
Hijo de André Fath, un agente de seguros alsaciano-flamenco, Fath procedía de una familia creativa. Sus bisabuelos paternos, Caroline y Georges Fath, fueron ambos ilustradores de moda y escritores, y su abuelo paterno, Rene-Maurice Fath, era un pintor de paisajes.
Fath presentó su primera colección en 1937, trabajando en un salón de dos habitaciones en la Rue de la Boetie. Más tarde trasladó el estudio a una segunda ubicación en la Rue Francois Premier en 1940 antes de establecerse en una tercera ubicación en la 39 Avenida Pierre 1er de Serbie en 1944. Entre sus modelos se encontraba Lucie Daouphars (1921 o 1922–1963), también conocida como Lucky, una ex soldadora y costurera que luego se convirtió en modelo predilecta de Christian Dior.
Fath, un diseñador autodidacta que aprendió su oficio de estudiar exposiciones en museos y libros de moda, contrató a varios diseñadores jóvenes como ayudantes y aprendices, algunos de los cuales más tarde abrirían sus propias casas de moda, entre ellos Hubert de Givenchy, Guy Laroche, y Valentino Garavani.
Diseñador popular y ocasionalmente innovador conocido por vestir a "la parisina joven y elegante", debido a la carestía durante la guerra, Fath no dudó en utilizar elementos tales como saco de cáñamo y lentejuelas hechas de cáscaras de nuez y de almendra. Su colección de 1950 se llamó "Lily", con sus faldas diseñadas para parecerse a flores. Para la noche, prefería los vestidos de terciopelo. Durante la Segunda Guerra Mundial, Fath fue conocido por sus "amplias faldas que revoloteaban" que, según explicó el The New York Times, "concibió para beneficio de las mujeres obligadas a ir en bicicleta durante el racionamiento de gasolina". Sus clientas incluían a Ava Gardner, Greta Garbo, y Rita Hayworth, que llevó un vestido de Fath en su boda con el príncipe Alí Khan.
Jacques Fath también vistió a Eva Perón. En una de las pocas pinturas de los años 1940/1950 no destruidas por la Revolución Libertadora en 1955 (tres años después de la muerte de Evita), cuando Perón fue expulsado del poder, Evita aparece junto al general Perón llevando un vestido de noche blanco diseñado por Fath. Este mismo vestido se exhibe junto al cuadro de retrato oficial sobre un maniquí dentro de una vitrina, así preservado en el Museo del Bicentenario, a la derecha de la Casa Rosada, en Buenos Aires, Argentina.

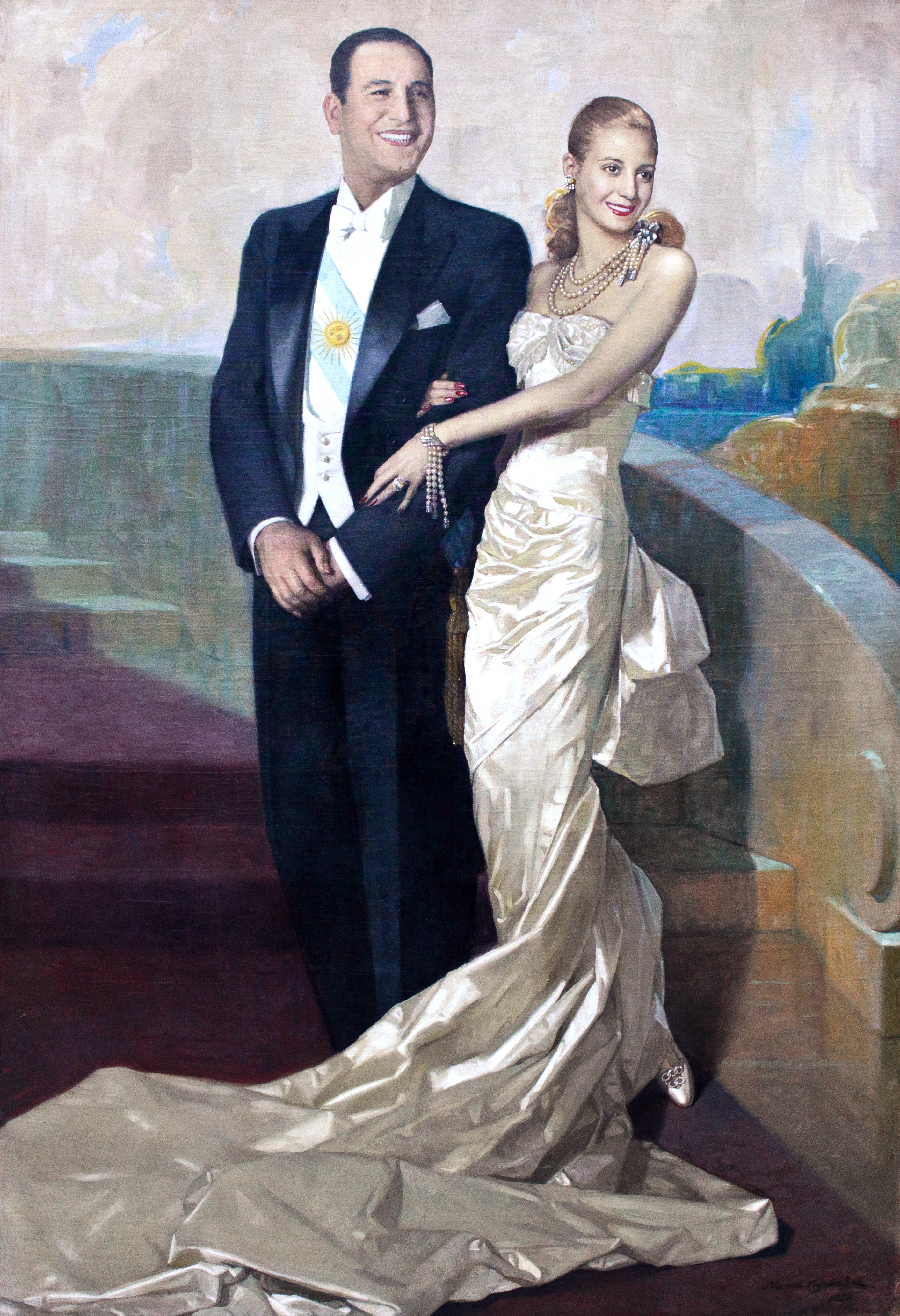
Retrato oficial del presidente Perón y la primera dama Eva Duarte "Evita" luciendo un vestido de noche de Fath, 1948. Museo del Bicentenario, Buenos Aires.

## Casa de moda
La casa de moda cerró en 1957, tres años después de la muerte de Fath por leucemia, que le había sido diagnosticada en 1952. Fue dirigida en sus últimos años por su viuda, quien presentó su primera colección bien considerada en 1955 y que trabajó con tres de los antiguos asociados de su marido: Catherine Brivet (que anteriormente había trabajado para Paul Poiret, Jean Patou, Pierre Balmain, Coco Chanel, y Cristóbal Balenciaga), Pierrey Metthey y Suzanne Renoult (una experta en telas que había trabajado para Lucien Lelong; Elsa Schiaparelli; y Gaston Worth). Después de que la casa de haute couture cesara, la compañía comenzó a producir perfumes, guantes, medias, y otros accesorios.
La compañía ha producido numerosas fragancias, incluyendo Jacques Fath L"Homme (1998), Yin (1999), Yang (1999), Fath de Fath (1953, reformulada y relanzada en 1993), Chasuble (1945), Expression (1977), Canasta (1950), Iris Gris (1946), Fath Love (1968), y Green Water (1947, pero reformulada y relanzada en 1993). La licencia de las fragancias perteneció a L'Oréal hasta 1992.
Relanzada por el France Luxury Group en 1992, Jacques Fath fue adquirida en 1996 por el Banque Saga Group, el cual nombró a Tom van Lingen, un diseñador holandés, como su diseñador principal. En 1997, cuando la compañía fue adquirida por Groupe Emmanuelle Khanh, van Lingen fue sustituido por Elena Nazaroff. Un año más tarde, Nazaroff fue sustituida por Octavio Pizarro. La empresa pasó a formar parte del Alliance Designers Group en 2002, el cual anunció la contratación de la joven diseñadora inglesa Lizzie Disney para revivir la sección de moda de la marca. Disney y la firma se separaron en 2004, y la compañía fue vendida otra vez en 2006.

## Matrimonio
Fath, que había sido descrito por el periodista italiano Bonaventuro Calora como extremadamente afeminado y antiguo amante del director de cine francés Léonide Moguy, se casó, en 1939, con Geneviève Boucher. La novia era una modelo fotográfica que había sido secretaria de Coco Chanel. Tuvieron un hijo, Philippe (nacido en 1943). Según la amiga de Fath, la princesa Giovanna Pignatelli Aragona Cortés, Geneviève Fath, que dirigió la parte comercial de la firma de su marido durante su vida conyugal, era lesbiana.
Geneviève Fath se casó de nuevo, el 21 de octubre de 1967, con un decorador de interiores turco veintisiete años menor, Kudret Ismaïl Talay, en Sant-Martin-des-Champs, en Yvelines, Francia. Más tarde se divorciaron.

## Carrera cinematográfica
Fath apareció en Scandale au Champs-Elysées (1949, dirigida por Roger Blanc).
- Entre onze heures et minuit (1948, dirigida por Henri Decoin).
- Quai des orfèvres (1947, dirigida por Henri-Georges Clouzot).
- Las zapatillas rojas (1948, diseñó los trajes para Moira Shearer).
- La minute de vérité (1952).
- Genevieve (1953, trajes para Kay Kendall).
- Abdullah el Grande (1955).

## Servicio militar
Fath sirvió como artillero, segunda clase, en el Ejército francés. Recibió la Croix de Guerre con palma y la Legión de Honor. También estuvo recluido como prisionero de guerra durante un mes.

## Muerte
Fath falleció de leucemia el 13 de noviembre de 1954. Aproximadamente 4.000 personas asistieron a su funeral en la iglesia de St. Pierre de Chaillot en París.

## Película documental
Fath fue el tema de una película documental de 1994 dirigida por Pascal Franck titulada Les Folies de Fath.